# Golińsk
Golińsk (en allemand : Göhlenau) est un village du powiat de Wałbrzych, dans la voïvodie de Basse-Silésie, en Pologne.

## Histoire
De 1818 à 1945, Göhlenau fait partie de l'arrondissement de Waldenburg dans le district de Breslau au sein de la province de Silésie.